# Из доброго в злое
Из доброго в злое — третий студийный альбом певицы Гречки, вышедший 31 января 2020 года на лейбле Zhara Music. Релиз состоит из восьми композиций, общей длительностью более 23 минут. Больше всего среди поклонников и критиков понравилась песня «Гранжстайл, Ч.2», в которой Гречка обращается к героине своего детства, певице и актрисе Деми Ловато, говорит, что хочет быть такой же, чтобы "никогда больше не петь «Люби меня люби».

## Критика
Гречка при выходе своего нового альбома сказала у себя на странице в ВКонтакте:
Результат экспериментов с новым для меня звучанием. А ещё это 8 новых треков, в которых соединилось всё, что я люблю.
Редакция The Flow сказала, что «в альбоме видно желание артистки перепридумать себя, закрыть какие-то этапы прошлого».
Данила Головкин из Intermedia высоко оценил альбом, поставив ему 8 из 10 звёзд:
Новый релиз - впервую очередь новый уровень музыкальности Гречки.
Текстуально Гречка тоже выросла. Подъездная тематика больше не доминирует: в основном, из уст певицы можно услышать философские рассуждения на разные темы.
В итоге, получилась целостная взрослая работа, которой явно довольна и сама Гречка.

## Длительность
Все данные взяты из цифрового сервиса Apple Music.
| №                   | Название                | Длительность |
| ------------------- | ----------------------- | ------------ |
| 1.                  | «Героев»                | 2:59         |
| 2.                  | «В моей квартире»       | 2:41         |
| 3.                  | «Русская тоска»         | 3:40         |
| 4.                  | «Гранжстайл, Ч.2»       | 3:11         |
| 5.                  | «Будущего нет»          | 3:08         |
| 6.                  | «Никаких ссор»          | 2:26         |
| 7.                  | «Твои руки» (Version 2) | 3:36         |
| 8.                  | «Будьте любимы»         | 1:25         |
| Общая длительность: | Общая длительность:     | 23:06        |